# Sekunde (Musik)
Als Sekunde oder Sekund (v. lat. secunda = „die Zweite“) bezeichnet man in der Musik das Intervall zwischen zwei benachbarten Stufen (z. B. c–d). Im engeren Sinne versteht man unter der Sekunde auch die zweite Tonstufe einer diatonischen Tonleiter. Das Komplementärintervall der Sekunde ist die Septime.
Die Sekunde wird zu den dissonanten Intervallen gezählt; sie kann besonders starke harmonische oder melodische Spannung erzeugen. In einigen Harmonielehren (wie in Frank Sikoras Jazz-Harmonielehre) werden die kleine Sekunde und die kleine None (kl. Sekunde + Oktave) als stärkste Dissonanz erwähnt. Ähnlich spannungsreich ist auch das Komplementärintervall der kleinen Sekunde, die große Septime.

## Varianten
Notenbeispiel: Sekundintervalle
Das Intervall Sekund(e) kann in vier Varianten auftreten:
- die große Sekunde, die einem Ganzton entspricht (a) und
- die kleine Sekunde, die einem Halbton entspricht (b)
- die übermäßige Sekunde (c) ist als melodisches Intervall in Form eines übermäßigen Ganztonschritts charakteristisch für die sogenannten Zigeunertonleitern, während sie in der harmonischen Moll-Tonleiter ein „totes Intervall“ darstellt, bei dem der untere Ton als fallender Leitton, der obere als steigender Leitton zu behandeln ist, womit das Intervall zwei voneinander getrennte Funktionen erfüllt und eine satztechnische „Bruchstelle“ erzeugt, die daher auch als Hiatus (lateinisch hiatus ‚Kluft‘)  bezeichnet wird;
- die verminderte Sekunde (d) tritt nur unter Zuhilfenahme von Vorzeichen auf und ist eine enharmonische Verwechslung des Ausgangstones, das heißt beide Töne sind in gleichstufiger Stimmung akustisch identisch, erfüllen harmonisch aber unterschiedliche Funktionen.

|     | Intervall           | Anzahl der Halbtöne          | Beispiel                                  | Umkehrintervall     |
| --- | ------------------- | ---------------------------- | ----------------------------------------- | ------------------- |
| (a) | große Sekunde       | 2 (Ganzton)                  | C - D, E - Fis „Alle meine Entchen“       | kleine Septime      |
| (b) | kleine Sekunde      | 1 (Halbton)                  | C - Des, E - F „Kommt ein Vogel geflogen“ | große Septime       |
| (c) | übermäßige Sekunde  | 3 (Hiatus)                   | C - Dis, B - Cis                          | verminderte Septime |
| (d) | verminderte Sekunde | 0 (enharmonisch verwechselt) | Cis - Des, H - Ces                        | übermäßige Septime  |

In den verschiedenen Stimmungssystemen der Musik kann die Sekunde sehr unterschiedliche Frequenzverhältnisse annehmen (siehe Ganzton und Halbton).
Kleine und große Sekunden treten melodisch am häufigsten von allen Intervallen auf, da auch die meisten Tonleitern aus Sekundschritten bestehen. Die große Sekunde wird dabei häufiger verwendet als die kleine Sekunde, die meist nur zweimal pro Oktave in einer Tonleiter vorkommt.

## Bedeutung in der Komposition
In kontrapunktischen Kompositionen ab Ende des 15. Jahrhunderts erscheint häufig am Schluss eine Diskantklausel mit Vorhalt in der Stimmführung.
| Diskantklausel |

Die Sekunde kann als Intervall der Emphase und der Spannung gesehen werden, die in der klassischen Vokalmusik häufig mit Schmerz, Leid, Tod und Bedrohung verknüpft ist.
| Don Carlo Gesualdo da Venosa (um 1566–1613) verwendete in seinen Madrigalen exzessiv dissonante Harmonien und Fortschreitungen mit kleinen Sekunden bzw. übermäßigen Primen. |
| |

Beispiele für die Sekunde als durchgehendes, gestaltendes Prinzip einer Komposition:
- Claude Debussy (1862–1918), Pour les degrés chromatiques, eine Etüde für Klavier.
- Béla Bartók (1881–1945), Chromatische Invention aus dem Mikrokosmos

Des Weiteren basiert ebenfalls der markante Anfang des sich durch das Stück stetig wiederholendem Hauptmotivs (das sogenannte „Ritornell“), aus dem weltbekannten Klavierwerk Für Elise von Ludwig Van Beethoven.

### Melodisch
Die Aneinanderreihung mehrerer Sekunden ergibt auf- oder absteigende Tonleitern, welche als Figuren in Kompositionen von der Renaissance bis zur Romantik als Sinnbilder symbolische Bedeutung haben oder Affekte auslösen sollen. Eine besondere Rolle spielte dabei der passus duriusculus.
Sekund-Schritte bilden die Grundelemente der Verzierungen des Barock und der Klassik wie bei Triller, Pralltriller und Mordent.

### Harmonisch
Wie oben erwähnt, zählt die dissonante Sekunde – im Besonderen bei gleichzeitigem Erklingen von zwei Tönen im Sekundabstand – in der klassischen abendländischen Musikkultur als besonders dissonant und bei kleinen Sekunden als besonders unangenehm empfunden, sie mussten in bestimmten Stilen stets zu konsonanten Intervallen aufgelöst werden. In der Vierklangharmonik (ab Ende des 17. Jahrhunderts) etablieren sich solche Dissonanzen als akkordeigenes Phänomen und spielen in den Kadenzen eine entsprechend markante Rolle.
Mit zunehmender Auflösung des tonalen Systems in der modernen Musik verliert die Sekunde ihre vormalige emotionale Bedeutung. So werden im modernen Tonsatz mehrere Sekunden zu Clustern zusammengefügt, um jede Assoziation mit dem tonalen System zu vermeiden (siehe die Werke von Henry Cowell, Charles Ives und Krzysztof Penderecki).

## Hörbeispiele
- kleine Sekunde (Halbton):
  - aufwärts C-Desⓘ/?
  - abwärts C-Hⓘ/?
- große Sekunde (Ganzton):
  - aufwärts C-Dⓘ/?
  - abwärts C-Bⓘ/?